# محمد العيسى
محمد العيسى (28 يوليو 1971 -)، ممثل سعودي. بدأ مشواره الفني عام 1980 في الأدوار الصغيرة الذي قدم منها الكثير في بداياته، واشتهر بأداء الأدوار الكوميدية التي مازال يقدمها.

## عن حياته
ولد في مدينة الرياض في عام 1971، وعمل كمضيف جوي في الخطوط السعودية بعد التخرج لمدة سبع سنوات، ثم بدأ في العمل الفني في منتصف التسعينات، وبدأ محمد العيسى حياته الفنية من خلال مشاركته في السهرات التلفزيونية، قبل أن يحقق شهرة كبيرة خلال مشاركته في المسلسل الكوميدي السعودي طاش ما طاش عام 1993 والذي كان بوابة العيسى نحو الشهرة الحقيقية وهو العام نفسه الذي شارك فيه في مسلسل بيت أبو العيس، وشارك منذ ذلك الوقت في الكثير من الأعمال التليفزيونية، منها: عائلة أبو رويشد، العولمة، بيوت من ثلج، عقاب.

## أعماله

### المسلسلات
- 1992: أبو مشعاب
- 1993: حكايات حكيم الزمان
- 1993: بيت أبو العيس
- 1993: طاش ما طاش عدد من الأجزاء
- 1994: الغربال
- 1995: خلك معي
- 1997: الوهم
- 1998: عائلة أبو رويشد
- 1999: العولمة
- 2000: أساطير شعبية
- 2000: تحت الصفر
- 2001: جروح باردة
- 2001: عد واغلط
- 2001: في شي غلط
- 2001: الكلام و السلام
- 2002: بيوت من ثلج
- 2002: ابو رش رش
- 2002: شوؤن عائلية 2
- 2003: القادم الغريب
- 2003: بهلول الشاعر
- 2004: أبو العصافير
- 2005: إخواني أخواتي
- 2005: شروق
- 2006: ماكو فكة
- 2006: خذ وخل
- 2007: صياحة صياحة
- 2007: عقاب 1
- 2008: عسى ما شر
- 2008: عقاب 2
- 2010: ماشي
- 2010: مزحة برزحة
- 2011: سعيد الحظ
- 2012: أي خدمة
- 2012: عيال حارتنا
- 2013: هذا حنا
- 2015: منا وفينا
- 2016: مستر كاش
- 2020: مليار ريال
- 2021: بخور القصائد
- 2021: اختراق 2
- 2025: خذني و جيتك

### المسرحيات
- تحت الأرض.
- عيني عينك.
- ما لها حل.
- حالة ولادة.
- ديك البحر.

### السهرات التلفزيونية
- 1980: أنا وابني والاخرون
- 1986: رفاقة درب
- 1989: كذبة بأربعة أرجل، بالإشتراك مع عبد الله السدحان.
- 1990: أبواب
- 1992: أبيض وأسود*
- 1995: إعلان براءة

### أفلام السينمائية
- 2023: عياض في الرياض

## وصلات خارجية
- محمد العيسى على موقع IMDb (الإنجليزية)
- محمد العيسى على موقع قاعدة بيانات الأفلام العربية